# Хокер фјури
Хокер фјури је био двокрилни ловац израђен за РАФ почетком тридесетих година 20. века. Првобитно се звао Хокер хорнет и био је конкурент лаком бомбардеру Хокер харт.

## Пројектовање и развој
Хокер фјури је био двокрилни једномоторни ловац развијен на бази прототипа ловца Хокер Ф 20/27 са радијалним мотором, коме је мотор замењен линијски течношћу хлађеним моторим Ролс Роис Кестрел. Пројектант  је био инж. Сидни Кем (Sidney Camm). Авион је био потпуно металне конструкције чији су елементи конструкције били спојени закивцима. Горње крило, које је било веће од доњег било је јако истурено унапред. Крилца за управљање је имао само на горњим крилима. Имао је фиксни стајни трап са уљаним амортизерима и кочнице на точковима. Био је наоружан са 2 митраљеза Викерс Mk IV калибра 7,7 mm, и могао је да носи лаке бомбе на носачима испод крила.
Фјури је био први ловац у оперативној употреби у РАФ који је могао да постигне брзине веће од 320 km/h у хоризонталном лету. Имао је веома осетљиве команде захваљујући којима је имао изванредне актобатске способности. Делимично је пројектован за пресретање брзих непријатељских бомбардера због чега је за оно време имао изузетно велику брзину пењања.
Произвођен је у две верзије. Прва верзија Фјури I полетела је 25. марта 1931. године и њоме је касније исте године била опремљена 43. ловачка ескадрила. Фјури II је представљао усавршену верзију која је имала повећану снагу мотора за 20%, већу максималну брзину и већу брзину пењања. Уведен је у наоружање током 1936—37. године.
1935. године су по наруџбини произведена и три модела у тзв. Шпанској варијанти која су учествовала у Шпанском грађанском рату на обе стране. Ова верзија имала је поједностављен стајни трап и могла је да постигне максималну брзину од 389 km/h.
До 1939. године. Фјури је замењен у наоружању ескадрила РАФ-а новим моделима авиона као што су Глостер Гладијатор и Хокер харикен. Међутим, још увек је био у употреби у неким страним ваздухопловствима почетком 1940. год.; Југословенски Хокер фјури учествовали су у борбама са немачким ваздухопловством током напада на Југославију у априлу 1941. год.
Укупно је произведено 262 Хокер фјурија, од којих је 22 авиона испоручено Персији, 3 Португалији, најмање 30 Јужној Африци и 30 Југославији док су остали авиони били у наоружању Британског ратног ваздхопловства.

## Хокер фјури у наоружању ВВКЈ
Непосредно пред немачки напад на Југославију, априла 1941. године авионима Хокер фјури био је наоружан Пети ловачки пук из састава Треће ваздухопловне мешовите бригаде ЈКРВ.
Пети ловачки пук, под командом потпуковника Леонида Бајдака био је сачињен од 35 и 36. ловачке групе од којих је свака била наоружана са по 15 двокрилних ловаца Хокер фјури II. 35. ловачка група, у чијем саставу су биле 109. и 110. ловачка ескадрила, налазила се на аеродрому Косанчић у близини Лесковца, док је 36. ловачка група, састављена од 111. и 112. ловачке ескадриле, била стационирана на аеродрому Режановачка Коса у близини Куманова.
35. ловачка група је, захваљујући одличном маскирању авиона избегла губитке приликом изненадног напада немачког ваздухопловства, 6. априла изјутра на аеродром Косанчић. Током наредних дана 35. ловачка група је извршила неколико безуспешних пресретања немачких бомбардера и ловаца због знатно мање максималне брзине ловаца Хокер фјури. Бежећи пред непријатељским оклопним колонама, које су брзо продирале у дубину територије 35. ловачка група је извршила више прелета на друге аеродроме. Седам преосталих Фјурија ове ловачке групе који су 13. априла слетели на аеродром у Никшићу запалиле су 15. априла њихове посаде на земљи да не би пали непријатељу у руке.
Аеродром Режановачка Коса, на којем је била стационирана 36. ловачка група нападнут је 6. априла, рано изјутра, од стране велике формације немачких ловаца. Међутим, само један ловац Хокер фјури је уништен на земљи. 111. ловачка ескадрила, која је кренула на полетање током напада, претрпела је жестоке губитке али је омогућила 112. ловачкој ескадрили да узлети и да се супротстави непријатељу. У неравноправној борби која је уследила, Немци су оборили 11 југословенских Хокер фјурија (укључујући и један који је уништен током принудног слетања). Југословенски пилоти оборили су пет немачких авиона, 3 Ме-109 и 2 Ме-110, од којих су три оборена намерним ударом у противнички авион што је био први оваква случај забележен у Другом светском рату.
36. ловачка група је после овог напада остала са само 2 оперативна Хокер фјурија. Један Хокер фјури изгубљен је током прелета на аеродром 35. ловачке групе, а други је уништен на земљи у ваздушном нападу 8. априла, чиме је 36. ловачка група престала да постоји.
Италијанске снаге су након капитулације Југославије 17. априла 1941. године заробиле најмање два југословенска Хокер фјурија који су пребачени у Италију на испитивање.

## Земље које су користиле овај авион
| - Норвешка - Иран - Португалија - Шпанија - Јужна Африка - Уједињено Краљевство - Краљевина Југославија - Италија |